# Tour de Suisse 2021
Tour de Suisse 2021 var den 84. udgave af det schweiziske etapeløb Tour de Suisse. Cykelløbets otte etaper blev kørt fra 6. juni med start i Frauenfeld til 13. juni 2021 hvor der var mål i Andermatt. Løbet er 22. arrangement på UCI World Tour 2021. Den oprindelige 84. udgave blev i 2020 aflyst på grund af coronaviruspandemien.
Løbets vinder blev ecuadorianske Richard Carapaz fra Ineos Grenadiers.

## Etaperne
| Etape    | Dato     | Start – Mål                     | type             | Afstand (km) | Elevation (m) | Etapevinder          | Førende rytter       |
| -------- | -------- | ------------------------------- | ---------------- | ------------ | ------------- | -------------------- | -------------------- |
| 1. etape | 6. jun.  | Frauenfeld – Frauenfeld         | enkeltstart      | 10,84        | 36 m          | Stefan Küng          | Stefan Küng          |
| 2. etape | 7. jun.  | Neuhausen am Rheinfall – Lachen | kuperet etape    | 173          | 2.375 m       | Mathieu van der Poel | Stefan Küng          |
| 3. etape | 8. jun.  | Lachen – Pfaffnau               | kuperet etape    | 185          | 2.492 m       | Mathieu van der Poel | Mathieu van der Poel |
| 4. etape | 9. jun.  | St. Urban – Gstaad              | kuperet etape    | 171          | 1.940 m       | Stefan Bissegger     | Mathieu van der Poel |
| 5. etape | 10. jun. | Gstaad – Leukerbad              | bjergetape       | 172          | 2.501 m       | Richard Carapaz      | Richard Carapaz      |
| 6. etape | 11. jun. | Andermatt – Disentis/Mustér     | bjergetape       | 130          | 2.715 m       | Andreas Kron         | Richard Carapaz      |
| 7. etape | 12. jun. | Disentis/Mustér – Andermatt     | bjergenkeltstart | 23,2         | 654 m         | Rigoberto Urán       | Richard Carapaz      |
| 8. etape | 13. jun. | Andermatt – Andermatt           | bjergetape       | 160          | 3.517 m       | Gino Mäder           | Richard Carapaz      |

### 1. etape
| Frauenfeld - Frauenfeld | enkeltstart | (10,84 km) |

| \| Etaperesultat \| Etaperesultat \| Etaperesultat \| Etaperesultat \| Etaperesultat \| \| Rytter \| Rytter \| Hold \| Tid \| \| \| ------------- \| -------------------- \| --------------------- \| ------------- \| ------------- \| \| 1. \| Stefan Küng \| Groupama-FDJ \| 12' 00" \| \| \| 2. \| Stefan Bissegger \| EF Education-Nippo \| + 4" \| \| \| 3. \| Mattia Cattaneo \| Deceuninck-Quick Step \| + 12" \| \| \| 4. \| Thomas Scully \| EF Education-Nippo \| + 15" \| \| \| 5. \| Julian Alaphilippe \| Deceuninck-Quick Step \| + 19" \| \| \| 6. \| Jonas Rutsch \| EF Education-Nippo \| + 22" \| \| \| 7. \| Jannik Steimle \| Deceuninck-Quick Step \| + 22" \| \| \| 8. \| Florian Vermeersch \| Lotto-Soudal \| + 22" \| \| \| 9. \| Søren Kragh Andersen \| Team DSM \| + 22" \| \| \| 10. \| Rohan Dennis \| Ineos Grenadiers \| + 23" \| \| |                      |                       |         |
| |                      |                       |         |
| Kilde: ProCyclingStats |                      |                       |         |
| Etaperesultat |                      |                       |         |
| Rytter | Rytter               | Hold                  | Tid     |
| 1. | Stefan Küng          | Groupama-FDJ          | 12' 00" |
| 2. | Stefan Bissegger     | EF Education-Nippo    | + 4"    |
| 3. | Mattia Cattaneo      | Deceuninck-Quick Step | + 12"   |
| 4. | Thomas Scully        | EF Education-Nippo    | + 15"   |
| 5. | Julian Alaphilippe   | Deceuninck-Quick Step | + 19"   |
| 6. | Jonas Rutsch         | EF Education-Nippo    | + 22"   |
| 7. | Jannik Steimle       | Deceuninck-Quick Step | + 22"   |
| 8. | Florian Vermeersch   | Lotto-Soudal          | + 22"   |
| 9. | Søren Kragh Andersen | Team DSM              | + 22"   |
| 10. | Rohan Dennis         | Ineos Grenadiers      | + 23"   |

| \| Samlede stilling \| Samlede stilling \| Samlede stilling \| Samlede stilling \| Samlede stilling \| \| Rytter \| Rytter \| Hold \| Tid \| \| \| ---------------- \| -------------------- \| --------------------- \| ---------------- \| ---------------- \| \| 1. \| Stefan Küng \| Groupama-FDJ \| 12' 00" \| \| \| 2. \| Stefan Bissegger \| EF Education-Nippo \| + 4" \| \| \| 3. \| Mattia Cattaneo \| Deceuninck-Quick Step \| + 12" \| \| \| 4. \| Thomas Scully \| EF Education-Nippo \| + 15" \| \| \| 5. \| Julian Alaphilippe \| Deceuninck-Quick Step \| + 19" \| \| \| 6. \| Jonas Rutsch \| EF Education-Nippo \| + 22" \| \| \| 7. \| Jannik Steimle \| Deceuninck-Quick Step \| + 22" \| \| \| 8. \| Florian Vermeersch \| Lotto-Soudal \| + 22" \| \| \| 9. \| Søren Kragh Andersen \| Team DSM \| + 22" \| \| \| 10. \| Rohan Dennis \| Ineos Grenadiers \| + 23" \| \| |                      |                       |         |
| |                      |                       |         |
| Kilde: ProCyclingStats |                      |                       |         |
| Samlede stilling |                      |                       |         |
| Rytter | Rytter               | Hold                  | Tid     |
| 1. | Stefan Küng          | Groupama-FDJ          | 12' 00" |
| 2. | Stefan Bissegger     | EF Education-Nippo    | + 4"    |
| 3. | Mattia Cattaneo      | Deceuninck-Quick Step | + 12"   |
| 4. | Thomas Scully        | EF Education-Nippo    | + 15"   |
| 5. | Julian Alaphilippe   | Deceuninck-Quick Step | + 19"   |
| 6. | Jonas Rutsch         | EF Education-Nippo    | + 22"   |
| 7. | Jannik Steimle       | Deceuninck-Quick Step | + 22"   |
| 8. | Florian Vermeersch   | Lotto-Soudal          | + 22"   |
| 9. | Søren Kragh Andersen | Team DSM              | + 22"   |
| 10. | Rohan Dennis         | Ineos Grenadiers      | + 23"   |

### 2. etape
| Neuhausen am Rheinfall - Lachen | kuperet etape | (173 km) |

| \| Etaperesultat \| Etaperesultat \| Etaperesultat \| Etaperesultat \| Etaperesultat \| \| Rytter \| Rytter \| Hold \| Tid \| \| \| ------------- \| --------------------- \| ---------------------- \| ------------- \| ------------- \| \| 1. \| Mathieu van der Poel \| Alpecin-Fenix \| 4t 12' 30" \| \| \| 2. \| Maximilian Schachmann \| Bora-Hansgrohe \| + 1" \| \| \| 3. \| Wout Poels \| Bahrain Victorious \| + 4" \| \| \| 4. \| Iván García Cortina \| Movistar Team \| + 4" \| \| \| 5. \| Marc Hirschi \| UAE Team Emirates \| + 4" \| \| \| 6. \| Richard Carapaz \| Ineos Grenadiers \| + 4" \| \| \| 7. \| Michael Woods \| Israel Start-Up Nation \| + 4" \| \| \| 8. \| Julian Alaphilippe \| Deceuninck-Quick Step \| + 4" \| \| \| 9. \| Jakob Fuglsang \| Astana-Premier Tech \| + 4" \| \| \| 10. \| Andreas Kron \| Lotto-Soudal \| + 9" \| \| |                       |                        |            |
| |                       |                        |            |
| Kilde: ProCyclingStats |                       |                        |            |
| Etaperesultat |                       |                        |            |
| Rytter | Rytter                | Hold                   | Tid        |
| 1. | Mathieu van der Poel  | Alpecin-Fenix          | 4t 12' 30" |
| 2. | Maximilian Schachmann | Bora-Hansgrohe         | + 1"       |
| 3. | Wout Poels            | Bahrain Victorious     | + 4"       |
| 4. | Iván García Cortina   | Movistar Team          | + 4"       |
| 5. | Marc Hirschi          | UAE Team Emirates      | + 4"       |
| 6. | Richard Carapaz       | Ineos Grenadiers       | + 4"       |
| 7. | Michael Woods         | Israel Start-Up Nation | + 4"       |
| 8. | Julian Alaphilippe    | Deceuninck-Quick Step  | + 4"       |
| 9. | Jakob Fuglsang        | Astana-Premier Tech    | + 4"       |
| 10. | Andreas Kron          | Lotto-Soudal           | + 9"       |

| \| Samlede stilling \| Samlede stilling \| Samlede stilling \| Samlede stilling \| Samlede stilling \| \| Rytter \| Rytter \| Hold \| Tid \| \| \| ---------------- \| --------------------- \| --------------------- \| ---------------- \| ---------------- \| \| 1. \| Stefan Küng \| Groupama-FDJ \| 4t 24' 52" \| \| \| 2. \| Julian Alaphilippe \| Deceuninck-Quick Step \| + 1" \| \| \| 3. \| Maximilian Schachmann \| Bora-Hansgrohe \| + 2" \| \| \| 4. \| Mathieu van der Poel \| Alpecin-Fenix \| + 6" \| \| \| 5. \| Iván García Cortina \| Movistar Team \| + 12" \| \| \| 6. \| Mattia Cattaneo \| Deceuninck-Quick Step \| + 12" \| \| \| 7. \| Richard Carapaz \| Ineos Grenadiers \| + 13" \| \| \| 8. \| Neilson Powless \| EF Education-Nippo \| + 25" \| \| \| 9. \| Gino Mäder \| Bahrain Victorious \| + 30" \| \| \| 10. \| Andreas Kron \| Lotto-Soudal \| + 33" \| \| |                       |                       |            |
| |                       |                       |            |
| Kilde: ProCyclingStats |                       |                       |            |
| Samlede stilling |                       |                       |            |
| Rytter | Rytter                | Hold                  | Tid        |
| 1. | Stefan Küng           | Groupama-FDJ          | 4t 24' 52" |
| 2. | Julian Alaphilippe    | Deceuninck-Quick Step | + 1"       |
| 3. | Maximilian Schachmann | Bora-Hansgrohe        | + 2"       |
| 4. | Mathieu van der Poel  | Alpecin-Fenix         | + 6"       |
| 5. | Iván García Cortina   | Movistar Team         | + 12"      |
| 6. | Mattia Cattaneo       | Deceuninck-Quick Step | + 12"      |
| 7. | Richard Carapaz       | Ineos Grenadiers      | + 13"      |
| 8. | Neilson Powless       | EF Education-Nippo    | + 25"      |
| 9. | Gino Mäder            | Bahrain Victorious    | + 30"      |
| 10. | Andreas Kron          | Lotto-Soudal          | + 33"      |

### 3. etape
| Lachen - Pfaffnau | kuperet etape | (185 km) |

| \| Etaperesultat \| Etaperesultat \| Etaperesultat \| Etaperesultat \| Etaperesultat \| \| Rytter \| Rytter \| Hold \| Tid \| \| \| ------------- \| --------------------- \| ---------------------- \| ------------- \| ------------- \| \| 1. \| Mathieu van der Poel \| Alpecin-Fenix \| 4t 24' 26" \| \| \| 2. \| Christophe Laporte \| Cofidis \| + 0" \| \| \| 3. \| Julian Alaphilippe \| Deceuninck-Quick Step \| + 0" \| \| \| 4. \| Michael Matthews \| BikeExchange \| + 0" \| \| \| 5. \| Maximilian Schachmann \| Bora-Hansgrohe \| + 0" \| \| \| 6. \| Alexander Kamp \| Trek-Segafredo \| + 0" \| \| \| 7. \| Tiesj Benoot \| Team DSM \| + 0" \| \| \| 8. \| Omar Fraile \| Astana-Premier Tech \| + 0" \| \| \| 9. \| Anthony Turgis \| Total Direct Énergie \| + 0" \| \| \| 10. \| Michael Woods \| Israel Start-Up Nation \| + 0" \| \| |                       |                        |            |
| |                       |                        |            |
| Kilde: ProCyclingStats |                       |                        |            |
| Etaperesultat |                       |                        |            |
| Rytter | Rytter                | Hold                   | Tid        |
| 1. | Mathieu van der Poel  | Alpecin-Fenix          | 4t 24' 26" |
| 2. | Christophe Laporte    | Cofidis                | + 0"       |
| 3. | Julian Alaphilippe    | Deceuninck-Quick Step  | + 0"       |
| 4. | Michael Matthews      | BikeExchange           | + 0"       |
| 5. | Maximilian Schachmann | Bora-Hansgrohe         | + 0"       |
| 6. | Alexander Kamp        | Trek-Segafredo         | + 0"       |
| 7. | Tiesj Benoot          | Team DSM               | + 0"       |
| 8. | Omar Fraile           | Astana-Premier Tech    | + 0"       |
| 9. | Anthony Turgis        | Total Direct Énergie   | + 0"       |
| 10. | Michael Woods         | Israel Start-Up Nation | + 0"       |

| \| Samlede stilling \| Samlede stilling \| Samlede stilling \| Samlede stilling \| Samlede stilling \| \| Rytter \| Rytter \| Hold \| Tid \| \| \| ---------------- \| --------------------- \| --------------------- \| ---------------- \| ---------------- \| \| 1. \| Mathieu van der Poel \| Alpecin-Fenix \| 8t 49' 14" \| \| \| 2. \| Julian Alaphilippe \| Deceuninck-Quick Step \| + 1" \| \| \| 3. \| Stefan Küng \| Groupama-FDJ \| + 4" \| \| \| 4. \| Maximilian Schachmann \| Bora-Hansgrohe \| + 6" \| \| \| 5. \| Mattia Cattaneo \| Deceuninck-Quick Step \| + 13" \| \| \| 6. \| Iván García Cortina \| Movistar Team \| + 16" \| \| \| 7. \| Richard Carapaz \| Ineos Grenadiers \| + 17" \| \| \| 8. \| Neilson Powless \| EF Education-Nippo \| + 29" \| \| \| 9. \| Andreas Kron \| Lotto-Soudal \| + 37" \| \| \| 10. \| Rigoberto Urán \| EF Education-Nippo \| + 39" \| \| |                       |                       |            |
| |                       |                       |            |
| Kilde: ProCyclingStats |                       |                       |            |
| Samlede stilling |                       |                       |            |
| Rytter | Rytter                | Hold                  | Tid        |
| 1. | Mathieu van der Poel  | Alpecin-Fenix         | 8t 49' 14" |
| 2. | Julian Alaphilippe    | Deceuninck-Quick Step | + 1"       |
| 3. | Stefan Küng           | Groupama-FDJ          | + 4"       |
| 4. | Maximilian Schachmann | Bora-Hansgrohe        | + 6"       |
| 5. | Mattia Cattaneo       | Deceuninck-Quick Step | + 13"      |
| 6. | Iván García Cortina   | Movistar Team         | + 16"      |
| 7. | Richard Carapaz       | Ineos Grenadiers      | + 17"      |
| 8. | Neilson Powless       | EF Education-Nippo    | + 29"      |
| 9. | Andreas Kron          | Lotto-Soudal          | + 37"      |
| 10. | Rigoberto Urán        | EF Education-Nippo    | + 39"      |

### 4. etape
| St. Urban - Gstaad | kuperet etape | (171 km) |

| \| Etaperesultat \| Etaperesultat \| Etaperesultat \| Etaperesultat \| Etaperesultat \| \| Rytter \| Rytter \| Hold \| Tid \| \| \| ------------- \| ---------------- \| ------------------- \| ------------- \| ------------- \| \| 1. \| Stefan Bissegger \| EF Education-Nippo \| 3t 46' 21" \| \| \| 2. \| Benjamin Thomas \| Groupama-FDJ \| + 0" \| \| \| 3. \| Joey Rosskopf \| Rally Cycling \| + 0" \| \| \| 4. \| Joel Suter \| Schweiz \| + 23" \| \| \| 5. \| Edward Theuns \| Trek-Segafredo \| + 5' 16" \| \| \| 6. \| Sebastián Molano \| UAE Team Emirates \| + 5' 16" \| \| \| 7. \| Omar Fraile \| Astana-Premier Tech \| + 5' 16" \| \| \| 8. \| Mike Teunissen \| Jumbo-Visma \| + 5' 16" \| \| \| 9. \| Fred Wright \| Bahrain Victorious \| + 5' 16" \| \| \| 10. \| Michael Matthews \| BikeExchange \| + 5' 16" \| \| |                  |                     |            |
| |                  |                     |            |
| Kilde: ProCyclingStats |                  |                     |            |
| Etaperesultat |                  |                     |            |
| Rytter | Rytter           | Hold                | Tid        |
| 1. | Stefan Bissegger | EF Education-Nippo  | 3t 46' 21" |
| 2. | Benjamin Thomas  | Groupama-FDJ        | + 0"       |
| 3. | Joey Rosskopf    | Rally Cycling       | + 0"       |
| 4. | Joel Suter       | Schweiz             | + 23"      |
| 5. | Edward Theuns    | Trek-Segafredo      | + 5' 16"   |
| 6. | Sebastián Molano | UAE Team Emirates   | + 5' 16"   |
| 7. | Omar Fraile      | Astana-Premier Tech | + 5' 16"   |
| 8. | Mike Teunissen   | Jumbo-Visma         | + 5' 16"   |
| 9. | Fred Wright      | Bahrain Victorious  | + 5' 16"   |
| 10. | Michael Matthews | BikeExchange        | + 5' 16"   |

| \| Samlede stilling \| Samlede stilling \| Samlede stilling \| Samlede stilling \| Samlede stilling \| \| Rytter \| Rytter \| Hold \| Tid \| \| \| ---------------- \| --------------------- \| --------------------- \| ---------------- \| ---------------- \| \| 1. \| Mathieu van der Poel \| Alpecin-Fenix \| 12t 40' 51" \| \| \| 2. \| Julian Alaphilippe \| Deceuninck-Quick Step \| + 1" \| \| \| 3. \| Stefan Küng \| Groupama-FDJ \| + 4" \| \| \| 4. \| Maximilian Schachmann \| Bora-Hansgrohe \| + 6" \| \| \| 5. \| Mattia Cattaneo \| Deceuninck-Quick Step \| + 13" \| \| \| 6. \| Iván García Cortina \| Movistar Team \| + 16" \| \| \| 7. \| Richard Carapaz \| Ineos Grenadiers \| + 17" \| \| \| 8. \| Neilson Powless \| EF Education-Nippo \| + 29" \| \| \| 9. \| Andreas Kron \| Lotto-Soudal \| + 37" \| \| \| 10. \| Stefan Bissegger \| EF Education-Nippo \| + 38" \| \| |                       |                       |             |
| |                       |                       |             |
| Kilde: ProCyclingStats |                       |                       |             |
| Samlede stilling |                       |                       |             |
| Rytter | Rytter                | Hold                  | Tid         |
| 1. | Mathieu van der Poel  | Alpecin-Fenix         | 12t 40' 51" |
| 2. | Julian Alaphilippe    | Deceuninck-Quick Step | + 1"        |
| 3. | Stefan Küng           | Groupama-FDJ          | + 4"        |
| 4. | Maximilian Schachmann | Bora-Hansgrohe        | + 6"        |
| 5. | Mattia Cattaneo       | Deceuninck-Quick Step | + 13"       |
| 6. | Iván García Cortina   | Movistar Team         | + 16"       |
| 7. | Richard Carapaz       | Ineos Grenadiers      | + 17"       |
| 8. | Neilson Powless       | EF Education-Nippo    | + 29"       |
| 9. | Andreas Kron          | Lotto-Soudal          | + 37"       |
| 10. | Stefan Bissegger      | EF Education-Nippo    | + 38"       |

### 5. etape
| Gstaad - Leukerbad | bjergetape | (172 km) |

| \| Etaperesultat \| Etaperesultat \| Etaperesultat \| Etaperesultat \| Etaperesultat \| \| Rytter \| Rytter \| Hold \| Tid \| \| \| ------------- \| --------------------- \| ---------------------- \| ------------- \| ------------- \| \| 1. \| Richard Carapaz \| Ineos Grenadiers \| 4t 01' 52" \| \| \| 2. \| Jakob Fuglsang \| Astana-Premier Tech \| + 0" \| \| \| 3. \| Michael Woods \| Israel Start-Up Nation \| + 39" \| \| \| 4. \| Lucas Hamilton \| BikeExchange \| + 39" \| \| \| 5. \| Rigoberto Urán \| EF Education-Nippo \| + 39" \| \| \| 6. \| Maximilian Schachmann \| Bora-Hansgrohe \| + 39" \| \| \| 7. \| Julian Alaphilippe \| Deceuninck-Quick Step \| + 39" \| \| \| 8. \| Domenico Pozzovivo \| Qhubeka Assos \| + 39" \| \| \| 9. \| Esteban Chaves \| BikeExchange \| + 49" \| \| \| 10. \| Sam Oomen \| Jumbo-Visma \| + 1' 22" \| \| |                       |                        |            |
| |                       |                        |            |
| Kilde: ProCyclingStats |                       |                        |            |
| Etaperesultat |                       |                        |            |
| Rytter | Rytter                | Hold                   | Tid        |
| 1. | Richard Carapaz       | Ineos Grenadiers       | 4t 01' 52" |
| 2. | Jakob Fuglsang        | Astana-Premier Tech    | + 0"       |
| 3. | Michael Woods         | Israel Start-Up Nation | + 39"      |
| 4. | Lucas Hamilton        | BikeExchange           | + 39"      |
| 5. | Rigoberto Urán        | EF Education-Nippo     | + 39"      |
| 6. | Maximilian Schachmann | Bora-Hansgrohe         | + 39"      |
| 7. | Julian Alaphilippe    | Deceuninck-Quick Step  | + 39"      |
| 8. | Domenico Pozzovivo    | Qhubeka Assos          | + 39"      |
| 9. | Esteban Chaves        | BikeExchange           | + 49"      |
| 10. | Sam Oomen             | Jumbo-Visma            | + 1' 22"   |

| \| Samlede stilling \| Samlede stilling \| Samlede stilling \| Samlede stilling \| Samlede stilling \| \| Rytter \| Rytter \| Hold \| Tid \| \| \| ---------------- \| --------------------- \| ---------------------- \| ---------------- \| ---------------- \| \| 1. \| Richard Carapaz \| Ineos Grenadiers \| 16t 42' 50" \| \| \| 2. \| Jakob Fuglsang \| Astana-Premier Tech \| + 26" \| \| \| 3. \| Maximilian Schachmann \| Bora-Hansgrohe \| + 38" \| \| \| 4. \| Julian Alaphilippe \| Deceuninck-Quick Step \| + 53" \| \| \| 5. \| Rigoberto Urán \| EF Education-Nippo \| + 1' 11" \| \| \| 6. \| Lucas Hamilton \| BikeExchange \| + 1' 31" \| \| \| 7. \| Michael Woods \| Israel Start-Up Nation \| + 1' 32" \| \| \| 8. \| Sam Oomen \| Jumbo-Visma \| + 2' 19" \| \| \| 9. \| Esteban Chaves \| BikeExchange \| + 2' 22" \| \| \| 10. \| Domenico Pozzovivo \| Qhubeka Assos \| + 3' 10" \| \| |                       |                        |             |
| |                       |                        |             |
| Kilde: ProCyclingStats |                       |                        |             |
| Samlede stilling |                       |                        |             |
| Rytter | Rytter                | Hold                   | Tid         |
| 1. | Richard Carapaz       | Ineos Grenadiers       | 16t 42' 50" |
| 2. | Jakob Fuglsang        | Astana-Premier Tech    | + 26"       |
| 3. | Maximilian Schachmann | Bora-Hansgrohe         | + 38"       |
| 4. | Julian Alaphilippe    | Deceuninck-Quick Step  | + 53"       |
| 5. | Rigoberto Urán        | EF Education-Nippo     | + 1' 11"    |
| 6. | Lucas Hamilton        | BikeExchange           | + 1' 31"    |
| 7. | Michael Woods         | Israel Start-Up Nation | + 1' 32"    |
| 8. | Sam Oomen             | Jumbo-Visma            | + 2' 19"    |
| 9. | Esteban Chaves        | BikeExchange           | + 2' 22"    |
| 10. | Domenico Pozzovivo    | Qhubeka Assos          | + 3' 10"    |

### 6. etape
| Andermatt - Disentis/Mustér | bjergetape | (130 km) |

| \| Etaperesultat \| Etaperesultat \| Etaperesultat \| Etaperesultat \| Etaperesultat \| \| Rytter \| Rytter \| Hold \| Tid \| \| \| ------------- \| ------------------- \| -------------------- \| ------------- \| ------------- \| \| 1. \| Andreas Kron \| Lotto-Soudal \| 3t 14' 52" \| \| \| 2. \| Rui Costa \| UAE Team Emirates \| + 0" \| \| \| 3. \| Hermann Pernsteiner \| Bahrain Victorious \| + 1" \| \| \| 4. \| Gonzalo Serrano \| Movistar Team \| + 3" \| \| \| 5. \| Pierre Latour \| Total Direct Énergie \| + 3" \| \| \| 6. \| Hugo Houle \| Astana-Premier Tech \| + 3" \| \| \| 7. \| Neilson Powless \| EF Education-Nippo \| + 3" \| \| \| 8. \| Antwan Tolhoek \| Jumbo-Visma \| + 3" \| \| \| 9. \| Matteo Fabbro \| Bora-Hansgrohe \| + 50" \| \| \| 10. \| Andreas Leknessund \| Team DSM \| + 1' 00" \| \| |                     |                      |            |
| |                     |                      |            |
| Kilde: ProCyclingStats |                     |                      |            |
| Etaperesultat |                     |                      |            |
| Rytter | Rytter              | Hold                 | Tid        |
| 1. | Andreas Kron        | Lotto-Soudal         | 3t 14' 52" |
| 2. | Rui Costa           | UAE Team Emirates    | + 0"       |
| 3. | Hermann Pernsteiner | Bahrain Victorious   | + 1"       |
| 4. | Gonzalo Serrano     | Movistar Team        | + 3"       |
| 5. | Pierre Latour       | Total Direct Énergie | + 3"       |
| 6. | Hugo Houle          | Astana-Premier Tech  | + 3"       |
| 7. | Neilson Powless     | EF Education-Nippo   | + 3"       |
| 8. | Antwan Tolhoek      | Jumbo-Visma          | + 3"       |
| 9. | Matteo Fabbro       | Bora-Hansgrohe       | + 50"      |
| 10. | Andreas Leknessund  | Team DSM             | + 1' 00"   |

| \| Samlede stilling \| Samlede stilling \| Samlede stilling \| Samlede stilling \| Samlede stilling \| \| Rytter \| Rytter \| Hold \| Tid \| \| \| ---------------- \| --------------------- \| ---------------------- \| ---------------- \| ---------------- \| \| 1. \| Richard Carapaz \| Ineos Grenadiers \| 20t 00' 31" \| \| \| 2. \| Jakob Fuglsang \| Astana-Premier Tech \| + 26" \| \| \| 3. \| Maximilian Schachmann \| Bora-Hansgrohe \| + 38" \| \| \| 4. \| Julian Alaphilippe \| Deceuninck-Quick Step \| + 53" \| \| \| 5. \| Rigoberto Urán \| EF Education-Nippo \| + 1' 11" \| \| \| 6. \| Michael Woods \| Israel Start-Up Nation \| + 1' 32" \| \| \| 7. \| Sam Oomen \| Jumbo-Visma \| + 2' 19" \| \| \| 8. \| Esteban Chaves \| BikeExchange \| + 2' 22" \| \| \| 9. \| Domenico Pozzovivo \| Qhubeka Assos \| + 3' 10" \| \| \| 10. \| Rui Costa \| UAE Team Emirates \| + 3' 37" \| \| |                       |                        |             |
| |                       |                        |             |
| Kilde: ProCyclingStats |                       |                        |             |
| Samlede stilling |                       |                        |             |
| Rytter | Rytter                | Hold                   | Tid         |
| 1. | Richard Carapaz       | Ineos Grenadiers       | 20t 00' 31" |
| 2. | Jakob Fuglsang        | Astana-Premier Tech    | + 26"       |
| 3. | Maximilian Schachmann | Bora-Hansgrohe         | + 38"       |
| 4. | Julian Alaphilippe    | Deceuninck-Quick Step  | + 53"       |
| 5. | Rigoberto Urán        | EF Education-Nippo     | + 1' 11"    |
| 6. | Michael Woods         | Israel Start-Up Nation | + 1' 32"    |
| 7. | Sam Oomen             | Jumbo-Visma            | + 2' 19"    |
| 8. | Esteban Chaves        | BikeExchange           | + 2' 22"    |
| 9. | Domenico Pozzovivo    | Qhubeka Assos          | + 3' 10"    |
| 10. | Rui Costa             | UAE Team Emirates      | + 3' 37"    |

### 7. etape
| Disentis/Mustér - Andermatt | bjergenkeltstart | (23,2 km) |

| \| Etaperesultat \| Etaperesultat \| Etaperesultat \| Etaperesultat \| Etaperesultat \| \| Rytter \| Rytter \| Hold \| Tid \| \| \| ------------- \| -------------------- \| --------------------- \| ------------- \| ------------- \| \| 1. \| Rigoberto Urán \| EF Education-Nippo \| 36' 02" \| \| \| 2. \| Julian Alaphilippe \| Deceuninck-Quick Step \| + 40" \| \| \| 3. \| Gino Mäder \| Bahrain Victorious \| + 54" \| \| \| 4. \| Richard Carapaz \| Ineos Grenadiers \| + 54" \| \| \| 5. \| Tom Dumoulin \| Jumbo-Visma \| + 56" \| \| \| 6. \| Mattia Cattaneo \| Deceuninck-Quick Step \| + 58" \| \| \| 7. \| Domenico Pozzovivo \| Qhubeka Assos \| + 1' 00" \| \| \| 8. \| Rui Costa \| UAE Team Emirates \| + 1' 00" \| \| \| 9. \| Søren Kragh Andersen \| Team DSM \| + 1' 04" \| \| \| 10. \| Stefan Küng \| Groupama-FDJ \| + 1' 05" \| \| |                      |                       |          |
| |                      |                       |          |
| Kilde: ProCyclingStats |                      |                       |          |
| Etaperesultat |                      |                       |          |
| Rytter | Rytter               | Hold                  | Tid      |
| 1. | Rigoberto Urán       | EF Education-Nippo    | 36' 02"  |
| 2. | Julian Alaphilippe   | Deceuninck-Quick Step | + 40"    |
| 3. | Gino Mäder           | Bahrain Victorious    | + 54"    |
| 4. | Richard Carapaz      | Ineos Grenadiers      | + 54"    |
| 5. | Tom Dumoulin         | Jumbo-Visma           | + 56"    |
| 6. | Mattia Cattaneo      | Deceuninck-Quick Step | + 58"    |
| 7. | Domenico Pozzovivo   | Qhubeka Assos         | + 1' 00" |
| 8. | Rui Costa            | UAE Team Emirates     | + 1' 00" |
| 9. | Søren Kragh Andersen | Team DSM              | + 1' 04" |
| 10. | Stefan Küng          | Groupama-FDJ          | + 1' 05" |

| \| Samlede stilling \| Samlede stilling \| Samlede stilling \| Samlede stilling \| Samlede stilling \| \| Rytter \| Rytter \| Hold \| Tid \| \| \| ---------------- \| --------------------- \| ---------------------- \| ---------------- \| ---------------- \| \| 1. \| Richard Carapaz \| Ineos Grenadiers \| 20t 37' 27" \| \| \| 2. \| Rigoberto Urán \| EF Education-Nippo \| + 17" \| \| \| 3. \| Julian Alaphilippe \| Deceuninck-Quick Step \| + 39" \| \| \| 4. \| Maximilian Schachmann \| Bora-Hansgrohe \| + 1' 07" \| \| \| 5. \| Jakob Fuglsang \| Astana-Premier Tech \| + 1' 15" \| \| \| 6. \| Michael Woods \| Israel Start-Up Nation \| + 3' 10" \| \| \| 7. \| Domenico Pozzovivo \| Qhubeka Assos \| + 3' 16" \| \| \| 8. \| Sam Oomen \| Jumbo-Visma \| + 3' 39" \| \| \| 9. \| Rui Costa \| UAE Team Emirates \| + 3' 43" \| \| \| 10. \| Esteban Chaves \| BikeExchange \| + 4' 29" \| \| |                       |                        |             |
| |                       |                        |             |
| Kilde: ProCyclingStats |                       |                        |             |
| Samlede stilling |                       |                        |             |
| Rytter | Rytter                | Hold                   | Tid         |
| 1. | Richard Carapaz       | Ineos Grenadiers       | 20t 37' 27" |
| 2. | Rigoberto Urán        | EF Education-Nippo     | + 17"       |
| 3. | Julian Alaphilippe    | Deceuninck-Quick Step  | + 39"       |
| 4. | Maximilian Schachmann | Bora-Hansgrohe         | + 1' 07"    |
| 5. | Jakob Fuglsang        | Astana-Premier Tech    | + 1' 15"    |
| 6. | Michael Woods         | Israel Start-Up Nation | + 3' 10"    |
| 7. | Domenico Pozzovivo    | Qhubeka Assos          | + 3' 16"    |
| 8. | Sam Oomen             | Jumbo-Visma            | + 3' 39"    |
| 9. | Rui Costa             | UAE Team Emirates      | + 3' 43"    |
| 10. | Esteban Chaves        | BikeExchange           | + 4' 29"    |

### 8. etape
| Andermatt - Andermatt | bjergetape | (160 km) |

| \| Etaperesultat \| Etaperesultat \| Etaperesultat \| Etaperesultat \| Etaperesultat \| \| Rytter \| Rytter \| Hold \| Tid \| \| \| ------------- \| --------------------- \| ---------------------- \| ------------- \| ------------- \| \| 1. \| Gino Mäder \| Bahrain Victorious \| 4t 06' 25" \| \| \| 2. \| Michael Woods \| Israel Start-Up Nation \| + 0" \| \| \| 3. \| Mattia Cattaneo \| Deceuninck-Quick Step \| + 9" \| \| \| 4. \| Eddie Dunbar \| Ineos Grenadiers \| + 9" \| \| \| 5. \| Richard Carapaz \| Ineos Grenadiers \| + 9" \| \| \| 6. \| Rui Costa \| UAE Team Emirates \| + 9" \| \| \| 7. \| Rigoberto Urán \| EF Education-Nippo \| + 9" \| \| \| 8. \| Domenico Pozzovivo \| Qhubeka Assos \| + 9" \| \| \| 9. \| Jakob Fuglsang \| Astana-Premier Tech \| + 9" \| \| \| 10. \| Maximilian Schachmann \| Bora-Hansgrohe \| + 21" \| \| |                       |                        |            |
| |                       |                        |            |
| Kilde: ProCyclingStats |                       |                        |            |
| Etaperesultat |                       |                        |            |
| Rytter | Rytter                | Hold                   | Tid        |
| 1. | Gino Mäder            | Bahrain Victorious     | 4t 06' 25" |
| 2. | Michael Woods         | Israel Start-Up Nation | + 0"       |
| 3. | Mattia Cattaneo       | Deceuninck-Quick Step  | + 9"       |
| 4. | Eddie Dunbar          | Ineos Grenadiers       | + 9"       |
| 5. | Richard Carapaz       | Ineos Grenadiers       | + 9"       |
| 6. | Rui Costa             | UAE Team Emirates      | + 9"       |
| 7. | Rigoberto Urán        | EF Education-Nippo     | + 9"       |
| 8. | Domenico Pozzovivo    | Qhubeka Assos          | + 9"       |
| 9. | Jakob Fuglsang        | Astana-Premier Tech    | + 9"       |
| 10. | Maximilian Schachmann | Bora-Hansgrohe         | + 21"      |

## Trøjernes fordeling gennem løbet
| Etape    |                  | Vinder _             | Samlede stilling     | Pointtrøje           | Bjergtrøje        | Ungdomstrøje       | Holdkonkurrence _     |
| -------- | ---------------- | -------------------- | -------------------- | -------------------- | ----------------- | ------------------ | --------------------- |
| 1. etape | enkeltstart      | Stefan Küng          | Stefan Küng          | Stefan Küng          | ikke uddelt       | Stefan Bissegger   | EF Education-Nippo    |
| 2. etape | kuperet etape    | Mathieu van der Poel | Stefan Küng          | Stefan Küng          | Tom Bohli         | Neilson Powless    | Deceuninck-Quick Step |
| 3. etape | kuperet etape    | Mathieu van der Poel | Mathieu van der Poel | Mathieu van der Poel | Nickolas Zukowsky | Neilson Powless    | Deceuninck-Quick Step |
| 4. etape | kuperet etape    | Stefan Bissegger     | Mathieu van der Poel | Mathieu van der Poel | Nickolas Zukowsky | Neilson Powless    | EF Education-Nippo    |
| 5. etape | bjergetape       | Richard Carapaz      | Richard Carapaz      | Mathieu van der Poel | Esteban Chaves    | Lucas Hamilton     | Deceuninck-Quick Step |
| 6. etape | bjergetape       | Andreas Kron         | Richard Carapaz      | Stefan Bissegger     | Antonio Nibali    | Andreas Leknessund | Deceuninck-Quick Step |
| 7. etape | bjergenkeltstart | Rigoberto Urán       | Richard Carapaz      | Stefan Bissegger     | Antonio Nibali    | Andreas Leknessund | Deceuninck-Quick Step |
| 8. etape | bjergetape       | Gino Mäder           | Richard Carapaz      | Stefan Bissegger     | Michael Woods     | Eddie Dunbar       | Jumbo-Visma           |
| Samlet   | Samlet           |                      | Richard Carapaz      | Stefan Bissegger     | Michael Woods     | Eddie Dunbar       | Jumbo-Visma           |

## Resultater
| \| Samlede stilling \| Samlede stilling \| Samlede stilling \| Samlede stilling \| Samlede stilling \| \| Rytter \| Rytter \| Hold \| Tid \| \| \| ---------------- \| --------------------- \| ---------------------- \| ---------------- \| ---------------- \| \| 1. \| Richard Carapaz \| Ineos Grenadiers \| 24t 44' 01" \| \| \| 2. \| Rigoberto Urán \| EF Education-Nippo \| + 17" \| \| \| 3. \| Jakob Fuglsang \| Astana-Premier Tech \| + 1' 15" \| \| \| 4. \| Maximilian Schachmann \| Bora-Hansgrohe \| + 1' 19" \| \| \| 5. \| Michael Woods \| Israel Start-Up Nation \| + 2' 55" \| \| \| 6. \| Domenico Pozzovivo \| Qhubeka Assos \| + 3' 16" \| \| \| 7. \| Rui Costa \| UAE Team Emirates \| + 3' 43" \| \| \| 8. \| Sam Oomen \| Jumbo-Visma \| + 4' 16" \| \| \| 9. \| Mattia Cattaneo \| Deceuninck-Quick Step \| + 4' 39" \| \| \| 10. \| Esteban Chaves \| BikeExchange \| + 5' 33" \| \| |                       |                        |             |
| |                       |                        |             |
| Kilde: ProCyclingStats |                       |                        |             |
| Samlede stilling |                       |                        |             |
| Rytter | Rytter                | Hold                   | Tid         |
| 1. | Richard Carapaz       | Ineos Grenadiers       | 24t 44' 01" |
| 2. | Rigoberto Urán        | EF Education-Nippo     | + 17"       |
| 3. | Jakob Fuglsang        | Astana-Premier Tech    | + 1' 15"    |
| 4. | Maximilian Schachmann | Bora-Hansgrohe         | + 1' 19"    |
| 5. | Michael Woods         | Israel Start-Up Nation | + 2' 55"    |
| 6. | Domenico Pozzovivo    | Qhubeka Assos          | + 3' 16"    |
| 7. | Rui Costa             | UAE Team Emirates      | + 3' 43"    |
| 8. | Sam Oomen             | Jumbo-Visma            | + 4' 16"    |
| 9. | Mattia Cattaneo       | Deceuninck-Quick Step  | + 4' 39"    |
| 10. | Esteban Chaves        | BikeExchange           | + 5' 33"    |

| Samlede stilling | Samlede stilling      | Samlede stilling       | Samlede stilling | Samlede stilling |
| Rytter           | Rytter                | Hold                   | Tid              |                  |
| ---------------- | --------------------- | ---------------------- | ---------------- | ---------------- |
| 1.               | Richard Carapaz       | Ineos Grenadiers       | 24t 44' 01"      |                  |
| 2.               | Rigoberto Urán        | EF Education-Nippo     | + 17"            |                  |
| 3.               | Jakob Fuglsang        | Astana-Premier Tech    | + 1' 15"         |                  |
| 4.               | Maximilian Schachmann | Bora-Hansgrohe         | + 1' 19"         |                  |
| 5.               | Michael Woods         | Israel Start-Up Nation | + 2' 55"         |                  |
| 6.               | Domenico Pozzovivo    | Qhubeka Assos          | + 3' 16"         |                  |
| 7.               | Rui Costa             | UAE Team Emirates      | + 3' 43"         |                  |
| 8.               | Sam Oomen             | Jumbo-Visma            | + 4' 16"         |                  |
| 9.               | Mattia Cattaneo       | Deceuninck-Quick Step  | + 4' 39"         |                  |
| 10.              | Esteban Chaves        | BikeExchange           | + 5' 33"         |                  |

| Pointkonkurrence | Pointkonkurrence | Pointkonkurrence       | Pointkonkurrence | Pointkonkurrence |
| Rytter           | Rytter           | Hold                   | Point            |                  |
| ---------------- | ---------------- | ---------------------- | ---------------- | ---------------- |
| 1.               | Stefan Bissegger | EF Education-Nippo     | 21 point         |                  |
| 2.               | Mattia Cattaneo  | Deceuninck-Quick Step  | 20 point         |                  |
| 3.               | Richard Carapaz  | Ineos Grenadiers       | 18 point         |                  |
| 4.               | Gino Mäder       | Bahrain Victorious     | 18 point         |                  |
| 5.               | Stefan Küng      | Groupama-FDJ           | 16 point         |                  |
| 6.               | Claudio Imhof    |                        | 16 point         |                  |
| 7.               | Michael Woods    | Israel Start-Up Nation | 15 point         |                  |
| 8.               | Rigoberto Urán   | EF Education-Nippo     | 14 point         |                  |
| 9.               | Andreas Kron     | Lotto-Soudal           | 14 point         |                  |
| 10.              | Joey Rosskopf    | Rally Cycling          | 12 point         |                  |

| Pointkonkurrence | Pointkonkurrence | Pointkonkurrence       | Pointkonkurrence | Pointkonkurrence |
| Rytter           | Rytter           | Hold                   | Point            |                  |
| ---------------- | ---------------- | ---------------------- | ---------------- | ---------------- |
| 1.               | Stefan Bissegger | EF Education-Nippo     | 21 point         |                  |
| 2.               | Mattia Cattaneo  | Deceuninck-Quick Step  | 20 point         |                  |
| 3.               | Richard Carapaz  | Ineos Grenadiers       | 18 point         |                  |
| 4.               | Gino Mäder       | Bahrain Victorious     | 18 point         |                  |
| 5.               | Stefan Küng      | Groupama-FDJ           | 16 point         |                  |
| 6.               | Claudio Imhof    |                        | 16 point         |                  |
| 7.               | Michael Woods    | Israel Start-Up Nation | 15 point         |                  |
| 8.               | Rigoberto Urán   | EF Education-Nippo     | 14 point         |                  |
| 9.               | Andreas Kron     | Lotto-Soudal           | 14 point         |                  |
| 10.              | Joey Rosskopf    | Rally Cycling          | 12 point         |                  |

| Bjergkonkurrence | Bjergkonkurrence | Bjergkonkurrence       | Bjergkonkurrence | Bjergkonkurrence |
| Rytter           | Rytter           | Hold                   | Point            |                  |
| ---------------- | ---------------- | ---------------------- | ---------------- | ---------------- |
| 1.               | Michael Woods    | Israel Start-Up Nation | 29 point         |                  |
| 2.               | David de la Cruz | UAE Team Emirates      | 29 point         |                  |
| 3.               | Sergio Samitier  | Movistar Team          | 29 point         |                  |
| 4.               | Antonio Nibali   | Trek-Segafredo         | 28 point         |                  |
| 5.               | Wout Poels       | Bahrain Victorious     | 24 point         |                  |
| 6.               | Gino Mäder       | Bahrain Victorious     | 19 point         |                  |
| 7.               | Rigoberto Urán   | EF Education-Nippo     | 16 point         |                  |
| 8.               | Mattia Cattaneo  | Deceuninck-Quick Step  | 16 point         |                  |
| 9.               | Gavin Mannion    | Rally Cycling          | 14 point         |                  |
| 10.              | Jakob Fuglsang   | Astana-Premier Tech    | 14 point         |                  |

| Bjergkonkurrence | Bjergkonkurrence | Bjergkonkurrence       | Bjergkonkurrence | Bjergkonkurrence |
| Rytter           | Rytter           | Hold                   | Point            |                  |
| ---------------- | ---------------- | ---------------------- | ---------------- | ---------------- |
| 1.               | Michael Woods    | Israel Start-Up Nation | 29 point         |                  |
| 2.               | David de la Cruz | UAE Team Emirates      | 29 point         |                  |
| 3.               | Sergio Samitier  | Movistar Team          | 29 point         |                  |
| 4.               | Antonio Nibali   | Trek-Segafredo         | 28 point         |                  |
| 5.               | Wout Poels       | Bahrain Victorious     | 24 point         |                  |
| 6.               | Gino Mäder       | Bahrain Victorious     | 19 point         |                  |
| 7.               | Rigoberto Urán   | EF Education-Nippo     | 16 point         |                  |
| 8.               | Mattia Cattaneo  | Deceuninck-Quick Step  | 16 point         |                  |
| 9.               | Gavin Mannion    | Rally Cycling          | 14 point         |                  |
| 10.              | Jakob Fuglsang   | Astana-Premier Tech    | 14 point         |                  |

| Ungdomskonkurrence | Ungdomskonkurrence    | Ungdomskonkurrence  | Ungdomskonkurrence | Ungdomskonkurrence |
| Rytter             | Rytter                | Hold                | Tid                |                    |
| ------------------ | --------------------- | ------------------- | ------------------ | ------------------ |
| 1.                 | Eddie Dunbar          | Ineos Grenadiers    | 24t 50' 16"        |                    |
| 2.                 | Neilson Powless       | EF Education-Nippo  | + 1' 39"           |                    |
| 3.                 | Andreas Kron          | Lotto-Soudal        | + 7' 26"           |                    |
| 4.                 | Andreas Leknessund    | Team DSM            | + 11' 12"          |                    |
| 5.                 | Stefan de Bod         | Astana-Premier Tech | + 12' 03"          |                    |
| 6.                 | Gino Mäder            | Bahrain Victorious  | + 15' 06"          |                    |
| 7.                 | Gijs Leemreize        | Jumbo-Visma         | + 15' 20"          |                    |
| 8.                 | Marc Hirschi          | UAE Team Emirates   | + 22' 47"          |                    |
| 9.                 | Cristian Camilo Muñoz | UAE Team Emirates   | + 23' 46"          |                    |
| 10.                | Stephen Williams      | Bahrain Victorious  | + 28' 52"          |                    |

| Ungdomskonkurrence | Ungdomskonkurrence    | Ungdomskonkurrence  | Ungdomskonkurrence | Ungdomskonkurrence |
| Rytter             | Rytter                | Hold                | Tid                |                    |
| ------------------ | --------------------- | ------------------- | ------------------ | ------------------ |
| 1.                 | Eddie Dunbar          | Ineos Grenadiers    | 24t 50' 16"        |                    |
| 2.                 | Neilson Powless       | EF Education-Nippo  | + 1' 39"           |                    |
| 3.                 | Andreas Kron          | Lotto-Soudal        | + 7' 26"           |                    |
| 4.                 | Andreas Leknessund    | Team DSM            | + 11' 12"          |                    |
| 5.                 | Stefan de Bod         | Astana-Premier Tech | + 12' 03"          |                    |
| 6.                 | Gino Mäder            | Bahrain Victorious  | + 15' 06"          |                    |
| 7.                 | Gijs Leemreize        | Jumbo-Visma         | + 15' 20"          |                    |
| 8.                 | Marc Hirschi          | UAE Team Emirates   | + 22' 47"          |                    |
| 9.                 | Cristian Camilo Muñoz | UAE Team Emirates   | + 23' 46"          |                    |
| 10.                | Stephen Williams      | Bahrain Victorious  | + 28' 52"          |                    |

### Holdkonkurrencen
| Holdkonkurrence | Holdkonkurrence       | Holdkonkurrence | Holdkonkurrence |
| Hold            | Hold                  | Tid             |                 |
| --------------- | --------------------- | --------------- | --------------- |
| 1.              | Jumbo-Visma           | 62t 00' 10"     |                 |
| 2.              | Bahrain Victorious    | + 1' 07"        |                 |
| 3.              | Astana-Premier Tech   | + 1' 51"        |                 |
| 4.              | Ineos Grenadiers      | + 3' 16"        |                 |
| 5.              | EF Education-Nippo    | + 11' 31"       |                 |
| 6.              | Deceuninck-Quick Step | + 14' 45"       |                 |
| 7.              | UAE Team Emirates     | + 15' 05"       |                 |
| 8.              | Team DSM              | + 18' 03"       |                 |
| 9.              | Total Direct Énergie  | + 18' 05"       |                 |
| 10.             | Movistar Team         | + 18' 47"       |                 |

## Hold og ryttere
| UCI WorldTeams (19)- AG2R Citroën Team - Astana-Premier Tech - Bahrain Victorious - Bora-Hansgrohe - Cofidis - Deceuninck-Quick Step - EF Education-Nippo - Groupama-FDJ - Ineos Grenadiers - Intermarché-Wanty-Gobert Matériaux - Israel Start-Up Nation - Jumbo-Visma - Lotto Soudal - Movistar Team - Team BikeExchange - Team DSM - Qhubeka Assos - Trek-Segafredo - UAE Team Emirates UCI ProTeams (3)- Alpecin-Fenix - Rally Cycling - Total Direct Énergie Landshold- Schweiz |
| |

### Danske ryttere
| Danske ryttere på startlisten |                      |                     |           |
| Rygnummer                     | Rytter               | Hold                | Placering |
| 62                            | Niklas Eg            | Trek-Segafredo      | 16        |
| 63                            | Alexander Kamp       | Trek-Segafredo      | 91        |
| 121                           | Jakob Fuglsang       | Astana-Premier Tech | 3         |
| 127                           | Jonas Gregaard       | Astana-Premier Tech | 45        |
| 157                           | Andreas Stokbro      | Team Qhubeka Assos  | 99        |
| 163                           | Andreas Kron         | Lotto-Soudal        | 20        |
| 185                           | Søren Kragh Andersen | Team DSM            | 69        |

* DNF = gennemførte ikke

### Startliste
| Ineos Grenadiers IGD | Ineos Grenadiers IGD  | Ineos Grenadiers IGD |
| -------------------- | --------------------- | -------------------- |
| Nr.                  | Rytter                | Placering            |
| 1                    | Richard Carapaz (ECU) | 1.                   |
| 2                    | Rohan Dennis (AUS)    | 37.                  |
| 3                    | Michał Gołaś (POL)    | 106.                 |
| 4                    | Sebastián Henao (COL) | 51.                  |
| 5                    | Pavel Sivakov (RUS)   | 46.                  |
| 6                    | Eddie Dunbar (IRL)    | 12.                  |
| 7                    | Luke Rowe (GBR)       | 107.                 |

| Deceuninck-Quick Step DQT | Deceuninck-Quick Step DQT           | Deceuninck-Quick Step DQT |
| ------------------------- | ----------------------------------- | ------------------------- |
| Nr.                       | Rytter                              | Placering                 |
| 11                        | Julian Alaphilippe (FRA) (landevej) | DNS-8                     |
| 12                        | Mattia Cattaneo (ITA)               | 9.                        |
| 13                        | Tim Declercq (BEL)                  | 76.                       |
| 14                        | Dries Devenyns (BEL)                | 47.                       |
| 15                        | Álvaro Hodeg (COL)                  | DNF-6                     |
| 16                        | Jannik Steimle (GER)                | 85.                       |
| 17                        | Mauri Vansevenant (BEL)             | 64.                       |

| Jumbo-Visma TJV | Jumbo-Visma TJV            | Jumbo-Visma TJV |
| --------------- | -------------------------- | --------------- |
| Nr.             | Rytter                     | Placering       |
| 21              | Tom Dumoulin (NED)         | 41.             |
| 22              | Gijs Leemreize (NED)       | 28.             |
| 23              | Sam Oomen (NED)            | 8.              |
| 24              | Christoph Pfingsten (GER)  | 75.             |
| 25              | Mike Teunissen (NED)       | 35.             |
| 26              | Antwan Tolhoek (NED)       | 25.             |
| 27              | Nathan Van Hooydonck (BEL) | 80.             |

| UAE Team Emirates UAD | UAE Team Emirates UAD       | UAE Team Emirates UAD |
| --------------------- | --------------------------- | --------------------- |
| Nr.                   | Rytter                      | Placering             |
| 31                    | Marc Hirschi (SUI)          | 36.                   |
| 32                    | Ryan Gibbons (RSA)          | 29.                   |
| 33                    | Rui Costa (POR) (landevej)  | 7.                    |
| 34                    | Sebastián Molano (COL)      | DNS-5                 |
| 35                    | David de la Cruz (ESP)      | 66.                   |
| 36                    | Cristian Camilo Muñoz (COL) | 38.                   |
| 37                    | Oliviero Troia (ITA)        | 113.                  |

| Alpecin-Fenix AFC | Alpecin-Fenix AFC                     | Alpecin-Fenix AFC |
| ----------------- | ------------------------------------- | ----------------- |
| Nr.               | Rytter                                | Placering         |
| 41                | Mathieu van der Poel (NED) (landevej) | DNS-6             |
| 42                | Silvan Dillier (SUI)                  | 34.               |
| 43                | Xandro Meurisse (BEL)                 | 17.               |
| 44                | Floris De Tier (BEL)                  | 110.              |
| 45                | Ben Tulett (GBR)                      | DNS-7             |
| 46                | Petr Vakoč (CZE)                      | 56.               |
| 47                | Otto Vergaerde (BEL)                  | DNS-7             |

| Bora-Hansgrohe BOH | Bora-Hansgrohe BOH          | Bora-Hansgrohe BOH |
| ------------------ | --------------------------- | ------------------ |
| Nr.                | Rytter                      | Placering          |
| 51                 | Maximilian Schachmann (GER) | 4.                 |
| 52                 | Jordi Meeus (BEL)           | 123.               |
| 53                 | Anton Palzer (GER)          | 49.                |
| 54                 | Matteo Fabbro (ITA)         | 22.                |
| 55                 | Marcus Burghardt (GER)      | 53.                |
| 56                 | Matthew Walls (GBR)         | 119.               |
| 57                 | Maciej Bodnar (POL)         | DNF-8              |

| Trek-Segafredo TFS | Trek-Segafredo TFS   | Trek-Segafredo TFS |
| ------------------ | -------------------- | ------------------ |
| Nr.                | Rytter               | Placering          |
| 61                 | Nicola Conci (ITA)   | 73.                |
| 62                 | Niklas Eg (DEN)      | 16.                |
| 63                 | Alexander Kamp (DEN) | 91.                |
| 64                 | Alex Kirsch (LUX)    | 82.                |
| 65                 | Antonio Nibali (ITA) | 86.                |
| 66                 | Edward Theuns (BEL)  | 95.                |
| 67                 | Antonio Tiberi (ITA) | DNF-6              |

| Bahrain Victorious TBV | Bahrain Victorious TBV    | Bahrain Victorious TBV |
| ---------------------- | ------------------------- | ---------------------- |
| Nr.                    | Rytter                    | Placering              |
| 71                     | Gino Mäder (SUI)          | 27.                    |
| 72                     | Wout Poels (NED)          | 31.                    |
| 73                     | Fred Wright (GBR)         | 57.                    |
| 74                     | Eros Capecchi (ITA)       | 109.                   |
| 75                     | Hermann Pernsteiner (AUT) | 18.                    |
| 76                     | Domen Novak (SLO)         | 101.                   |
| 77                     | Stephen Williams (GBR)    | 43.                    |

| AG2R Citroën Team ACT | AG2R Citroën Team ACT  | AG2R Citroën Team ACT |
| --------------------- | ---------------------- | --------------------- |
| Nr.                   | Rytter                 | Placering             |
| 81                    | Mathias Frank (SUI)    | 94.                   |
| 82                    | Bob Jungels (LUX)      | 19.                   |
| 83                    | Nans Peters (FRA)      | 26.                   |
| 84                    | Benoît Cosnefroy (FRA) | 87.                   |
| 85                    | Marc Sarreau (FRA)     | 104.                  |
| 86                    | Michael Schär (SUI)    | 39.                   |
| 87                    | Damien Touzé (FRA)     | 89.                   |

| Movistar Team MOV | Movistar Team MOV         | Movistar Team MOV |
| ----------------- | ------------------------- | ----------------- |
| Nr.               | Rytter                    | Placering         |
| 91                | Marc Soler (ESP)          | 79.               |
| 92                | Héctor Carretero (ESP)    | 59.               |
| 93                | Iván García Cortina (ESP) | 33.               |
| 94                | Sergio Samitier (ESP)     | 61.               |
| 95                | Johan Jacobs (SUI)        | 96.               |
| 96                | Juan Diego Alba (COL)     | 120.              |
| 97                | Gonzalo Serrano (ESP)     | 13.               |

| Israel Start-Up Nation ISN | Israel Start-Up Nation ISN | Israel Start-Up Nation ISN |
| -------------------------- | -------------------------- | -------------------------- |
| Nr.                        | Rytter                     | Placering                  |
| 101                        | Guillaume Boivin (CAN)     | 58.                        |
| 102                        | James Piccoli (CAN)        | 63.                        |
| 103                        | Michael Woods (CAN)        | 5.                         |
| 104                        | André Greipel (GER)        | 118.                       |
| 105                        | Hugo Hofstetter (FRA)      | 93.                        |
| 106                        | Rick Zabel (GER)           | 116.                       |
| 107                        | Sep Vanmarcke (BEL)        | DNF-8                      |

| BikeExchange BEX | BikeExchange BEX            | BikeExchange BEX |
| ---------------- | --------------------------- | ---------------- |
| Nr.              | Rytter                      | Placering        |
| 111              | Michael Matthews (AUS)      | 32.              |
| 112              | Esteban Chaves (COL)        | 10.              |
| 113              | Luke Durbridge (AUS)        | DNS-6            |
| 114              | Lucas Hamilton (AUS)        | DNS-6            |
| 115              | Amund Grøndahl Jansen (NOR) | DNS-6            |
| 116              | Jack Bauer (NZL)            | DNS-6            |
| 117              | Dion Smith (NZL)            | 83.              |

| Astana-Premier Tech APT | Astana-Premier Tech APT | Astana-Premier Tech APT |
| ----------------------- | ----------------------- | ----------------------- |
| Nr.                     | Rytter                  | Placering               |
| 121                     | Jakob Fuglsang (DEN)    | 3.                      |
| 122                     | Stefan de Bod (RSA)     | 24.                     |
| 123                     | Manuele Boaro (ITA)     | DNS-8                   |
| 124                     | Jevgenij Giditj (KAZ)   | DNF-8                   |
| 125                     | Hugo Houle (CAN)        | 30.                     |
| 126                     | Omar Fraile (ESP)       | DNF-8                   |
| 127                     | Jonas Gregaard (DEN)    | 45.                     |

| Groupama-FDJ GFC | Groupama-FDJ GFC                            | Groupama-FDJ GFC |
| ---------------- | ------------------------------------------- | ---------------- |
| Nr.              | Rytter                                      | Placering        |
| 131              | Stefan Küng (SUI) (landevej og enkeltstart) | 40.              |
| 132              | Matteo Badilatti (SUI)                      | 44.              |
| 133              | Alexys Brunel (FRA)                         | DNS-4            |
| 134              | Fabian Lienhard (SUI)                       | DNF-8            |
| 135              | Tobias Ludvigsson (SWE)                     | DNF-8            |
| 136              | Jake Stewart (GBR)                          | 97.              |
| 137              | Benjamin Thomas (FRA)                       | DNF-8            |

| Cofidis COF | Cofidis COF              | Cofidis COF |
| ----------- | ------------------------ | ----------- |
| Nr.         | Rytter                   | Placering   |
| 141         | Christophe Laporte (FRA) | DNS-7       |
| 142         | Tom Bohli (SUI)          | 117.        |
| 143         | Jempy Drucker (LUX)      | 100.        |
| 144         | Rubén Fernández (ESP)    | 54.         |
| 145         | Rémy Rochas (FRA)        | 70.         |
| 146         | Szymon Sajnok (POL)      | 121.        |
| 147         | Jelle Wallays (BEL)      | 105.        |

| Qhubeka Assos TQA | Qhubeka Assos TQA                 | Qhubeka Assos TQA |
| ----------------- | --------------------------------- | ----------------- |
| Nr.               | Rytter                            | Placering         |
| 151               | Domenico Pozzovivo (ITA)          | 6.                |
| 152               | Simon Clarke (AUS)                | 74.               |
| 153               | Nicholas Dlamini (RSA)            | DNF-8             |
| 154               | Kilian Frankiny (SUI)             | 60.               |
| 155               | Connor Brown (NZL)                | 124.              |
| 156               | Reinardt Janse van Rensburg (RSA) | DNF-8             |
| 157               | Andreas Stokbro (DEN)             | 99.               |

| Lotto-Soudal LTS | Lotto-Soudal LTS         | Lotto-Soudal LTS |
| ---------------- | ------------------------ | ---------------- |
| Nr.              | Rytter                   | Placering        |
| 161              | John Degenkolb (GER)     | 103.             |
| 162              | Filippo Conca (ITA)      | DNS-7            |
| 163              | Andreas Kron (DEN)       | 20.              |
| 164              | Florian Vermeersch (BEL) | 88.              |
| 165              | Maxim Van Gils (BEL)     | 50.              |
| 166              | Viktor Verschaeve (BEL)  | DNF-8            |
| 167              | Kobe Goossens (BEL)      | 81.              |

| Total Direct Énergie TDE | Total Direct Énergie TDE   | Total Direct Énergie TDE |
| ------------------------ | -------------------------- | ------------------------ |
| Nr.                      | Rytter                     | Placering                |
| 171                      | Pierre Latour (FRA)        | 11.                      |
| 172                      | Fabien Doubey (FRA)        | 72.                      |
| 173                      | Edvald Boasson Hagen (NOR) | DNS-1                    |
| 174                      | Víctor de la Parte (ESP)   | 21.                      |
| 175                      | Julien Simon (FRA)         | 62.                      |
| 176                      | Anthony Turgis (FRA)       | 84.                      |
| 177                      | Alexis Vuillermoz (FRA)    | DNF-7                    |

| Team DSM DSM | Team DSM DSM                           | Team DSM DSM |
| ------------ | -------------------------------------- | ------------ |
| Nr.          | Rytter                                 | Placering    |
| 181          | Tiesj Benoot (BEL)                     | 15.          |
| 182          | Thymen Arensman (NED)                  | 55.          |
| 183          | Romain Combaud (FRA)                   | 68.          |
| 184          | Mark Donovan (GBR)                     | 48.          |
| 185          | Søren Kragh Andersen (DEN)             | 69.          |
| 186          | Andreas Leknessund (NOR) (enkeltstart) | 23.          |
| 187          | Jasha Sütterlin (GER)                  | 65.          |

| EF Education-Nippo EFN | EF Education-Nippo EFN    | EF Education-Nippo EFN |
| ---------------------- | ------------------------- | ---------------------- |
| Nr.                    | Rytter                    | Placering              |
| 191                    | Rigoberto Urán (COL)      | 2.                     |
| 192                    | Stefan Bissegger (SUI)    | 90.                    |
| 193                    | Neilson Powless (USA)     | 14.                    |
| 194                    | Alex Howes (USA)          | 92.                    |
| 195                    | Sebastian Langeveld (NED) | DNF-6                  |
| 196                    | Jonas Rutsch (GER)        | 108.                   |
| 197                    | Thomas Scully (NZL)       | 115.                   |

| Intermarché-Wanty-Gobert Matériaux IWG | Intermarché-Wanty-Gobert Matériaux IWG | Intermarché-Wanty-Gobert Matériaux IWG |
| -------------------------------------- | -------------------------------------- | -------------------------------------- |
| Nr.                                    | Rytter                                 | Placering                              |
| 201                                    | Jan Hirt (CZE)                         | DNS-4                                  |
| 202                                    | Maurits Lammertink (NED)               | DNS-4                                  |
| 203                                    | Simone Petilli (ITA)                   | DNS-4                                  |
| 204                                    | Baptiste Planckaert (BEL)              | DNS-4                                  |
| 205                                    | Lorenzo Rota (ITA)                     | DNS-4                                  |
| 206                                    | Pieter Vanspeybrouck (BEL)             | DNS-4                                  |
| 207                                    | Georg Zimmermann (GER)                 | DNS-4                                  |

| Rally Cycling RLY | Rally Cycling RLY       | Rally Cycling RLY |
| ----------------- | ----------------------- | ----------------- |
| Nr.               | Rytter                  | Placering         |
| 211               | Ben King (USA)          | 77.               |
| 212               | Nickolas Zukowsky (CAN) | 98.               |
| 213               | Rob Britton (CAN)       | 78.               |
| 214               | Gavin Mannion (USA)     | 52.               |
| 215               | Kyle Murphy (USA)       | DNF-8             |
| 216               | Joey Rosskopf (USA)     | 67.               |
| 217               | Matteo Dal-Cin (CAN)    | 122.              |

| Schweiz SUI | Schweiz SUI     | Schweiz SUI |
| ----------- | --------------- | ----------- |
| Nr.         | Rytter          | Placering   |
| 221         | Simon Pellaud   | DNS-6       |
| 222         | Kevin Kuhn      | 112.        |
| 223         | Claudio Imhof   | 114.        |
| 224         | Lukas Ruegg     | 102.        |
| 225         | Cyrille Thièry  | 111.        |
| 226         | Joel Suter      | 71.         |
| 227         | Roland Thalmann | 42.         |

| Ineos Grenadiers IGD | Ineos Grenadiers IGD  | Ineos Grenadiers IGD |
| -------------------- | --------------------- | -------------------- |
| Nr.                  | Rytter                | Placering            |
| 1                    | Richard Carapaz (ECU) | 1.                   |
| 2                    | Rohan Dennis (AUS)    | 37.                  |
| 3                    | Michał Gołaś (POL)    | 106.                 |
| 4                    | Sebastián Henao (COL) | 51.                  |
| 5                    | Pavel Sivakov (RUS)   | 46.                  |
| 6                    | Eddie Dunbar (IRL)    | 12.                  |
| 7                    | Luke Rowe (GBR)       | 107.                 |

| Deceuninck-Quick Step DQT | Deceuninck-Quick Step DQT           | Deceuninck-Quick Step DQT |
| ------------------------- | ----------------------------------- | ------------------------- |
| Nr.                       | Rytter                              | Placering                 |
| 11                        | Julian Alaphilippe (FRA) (landevej) | DNS-8                     |
| 12                        | Mattia Cattaneo (ITA)               | 9.                        |
| 13                        | Tim Declercq (BEL)                  | 76.                       |
| 14                        | Dries Devenyns (BEL)                | 47.                       |
| 15                        | Álvaro Hodeg (COL)                  | DNF-6                     |
| 16                        | Jannik Steimle (GER)                | 85.                       |
| 17                        | Mauri Vansevenant (BEL)             | 64.                       |

| Jumbo-Visma TJV | Jumbo-Visma TJV            | Jumbo-Visma TJV |
| --------------- | -------------------------- | --------------- |
| Nr.             | Rytter                     | Placering       |
| 21              | Tom Dumoulin (NED)         | 41.             |
| 22              | Gijs Leemreize (NED)       | 28.             |
| 23              | Sam Oomen (NED)            | 8.              |
| 24              | Christoph Pfingsten (GER)  | 75.             |
| 25              | Mike Teunissen (NED)       | 35.             |
| 26              | Antwan Tolhoek (NED)       | 25.             |
| 27              | Nathan Van Hooydonck (BEL) | 80.             |

| UAE Team Emirates UAD | UAE Team Emirates UAD       | UAE Team Emirates UAD |
| --------------------- | --------------------------- | --------------------- |
| Nr.                   | Rytter                      | Placering             |
| 31                    | Marc Hirschi (SUI)          | 36.                   |
| 32                    | Ryan Gibbons (RSA)          | 29.                   |
| 33                    | Rui Costa (POR) (landevej)  | 7.                    |
| 34                    | Sebastián Molano (COL)      | DNS-5                 |
| 35                    | David de la Cruz (ESP)      | 66.                   |
| 36                    | Cristian Camilo Muñoz (COL) | 38.                   |
| 37                    | Oliviero Troia (ITA)        | 113.                  |

| Alpecin-Fenix AFC | Alpecin-Fenix AFC                     | Alpecin-Fenix AFC |
| ----------------- | ------------------------------------- | ----------------- |
| Nr.               | Rytter                                | Placering         |
| 41                | Mathieu van der Poel (NED) (landevej) | DNS-6             |
| 42                | Silvan Dillier (SUI)                  | 34.               |
| 43                | Xandro Meurisse (BEL)                 | 17.               |
| 44                | Floris De Tier (BEL)                  | 110.              |
| 45                | Ben Tulett (GBR)                      | DNS-7             |
| 46                | Petr Vakoč (CZE)                      | 56.               |
| 47                | Otto Vergaerde (BEL)                  | DNS-7             |

| Bora-Hansgrohe BOH | Bora-Hansgrohe BOH          | Bora-Hansgrohe BOH |
| ------------------ | --------------------------- | ------------------ |
| Nr.                | Rytter                      | Placering          |
| 51                 | Maximilian Schachmann (GER) | 4.                 |
| 52                 | Jordi Meeus (BEL)           | 123.               |
| 53                 | Anton Palzer (GER)          | 49.                |
| 54                 | Matteo Fabbro (ITA)         | 22.                |
| 55                 | Marcus Burghardt (GER)      | 53.                |
| 56                 | Matthew Walls (GBR)         | 119.               |
| 57                 | Maciej Bodnar (POL)         | DNF-8              |

| Trek-Segafredo TFS | Trek-Segafredo TFS   | Trek-Segafredo TFS |
| ------------------ | -------------------- | ------------------ |
| Nr.                | Rytter               | Placering          |
| 61                 | Nicola Conci (ITA)   | 73.                |
| 62                 | Niklas Eg (DEN)      | 16.                |
| 63                 | Alexander Kamp (DEN) | 91.                |
| 64                 | Alex Kirsch (LUX)    | 82.                |
| 65                 | Antonio Nibali (ITA) | 86.                |
| 66                 | Edward Theuns (BEL)  | 95.                |
| 67                 | Antonio Tiberi (ITA) | DNF-6              |

| Bahrain Victorious TBV | Bahrain Victorious TBV    | Bahrain Victorious TBV |
| ---------------------- | ------------------------- | ---------------------- |
| Nr.                    | Rytter                    | Placering              |
| 71                     | Gino Mäder (SUI)          | 27.                    |
| 72                     | Wout Poels (NED)          | 31.                    |
| 73                     | Fred Wright (GBR)         | 57.                    |
| 74                     | Eros Capecchi (ITA)       | 109.                   |
| 75                     | Hermann Pernsteiner (AUT) | 18.                    |
| 76                     | Domen Novak (SLO)         | 101.                   |
| 77                     | Stephen Williams (GBR)    | 43.                    |

| AG2R Citroën Team ACT | AG2R Citroën Team ACT  | AG2R Citroën Team ACT |
| --------------------- | ---------------------- | --------------------- |
| Nr.                   | Rytter                 | Placering             |
| 81                    | Mathias Frank (SUI)    | 94.                   |
| 82                    | Bob Jungels (LUX)      | 19.                   |
| 83                    | Nans Peters (FRA)      | 26.                   |
| 84                    | Benoît Cosnefroy (FRA) | 87.                   |
| 85                    | Marc Sarreau (FRA)     | 104.                  |
| 86                    | Michael Schär (SUI)    | 39.                   |
| 87                    | Damien Touzé (FRA)     | 89.                   |

| Movistar Team MOV | Movistar Team MOV         | Movistar Team MOV |
| ----------------- | ------------------------- | ----------------- |
| Nr.               | Rytter                    | Placering         |
| 91                | Marc Soler (ESP)          | 79.               |
| 92                | Héctor Carretero (ESP)    | 59.               |
| 93                | Iván García Cortina (ESP) | 33.               |
| 94                | Sergio Samitier (ESP)     | 61.               |
| 95                | Johan Jacobs (SUI)        | 96.               |
| 96                | Juan Diego Alba (COL)     | 120.              |
| 97                | Gonzalo Serrano (ESP)     | 13.               |

| Israel Start-Up Nation ISN | Israel Start-Up Nation ISN | Israel Start-Up Nation ISN |
| -------------------------- | -------------------------- | -------------------------- |
| Nr.                        | Rytter                     | Placering                  |
| 101                        | Guillaume Boivin (CAN)     | 58.                        |
| 102                        | James Piccoli (CAN)        | 63.                        |
| 103                        | Michael Woods (CAN)        | 5.                         |
| 104                        | André Greipel (GER)        | 118.                       |
| 105                        | Hugo Hofstetter (FRA)      | 93.                        |
| 106                        | Rick Zabel (GER)           | 116.                       |
| 107                        | Sep Vanmarcke (BEL)        | DNF-8                      |

| BikeExchange BEX | BikeExchange BEX            | BikeExchange BEX |
| ---------------- | --------------------------- | ---------------- |
| Nr.              | Rytter                      | Placering        |
| 111              | Michael Matthews (AUS)      | 32.              |
| 112              | Esteban Chaves (COL)        | 10.              |
| 113              | Luke Durbridge (AUS)        | DNS-6            |
| 114              | Lucas Hamilton (AUS)        | DNS-6            |
| 115              | Amund Grøndahl Jansen (NOR) | DNS-6            |
| 116              | Jack Bauer (NZL)            | DNS-6            |
| 117              | Dion Smith (NZL)            | 83.              |

| Astana-Premier Tech APT | Astana-Premier Tech APT | Astana-Premier Tech APT |
| ----------------------- | ----------------------- | ----------------------- |
| Nr.                     | Rytter                  | Placering               |
| 121                     | Jakob Fuglsang (DEN)    | 3.                      |
| 122                     | Stefan de Bod (RSA)     | 24.                     |
| 123                     | Manuele Boaro (ITA)     | DNS-8                   |
| 124                     | Jevgenij Giditj (KAZ)   | DNF-8                   |
| 125                     | Hugo Houle (CAN)        | 30.                     |
| 126                     | Omar Fraile (ESP)       | DNF-8                   |
| 127                     | Jonas Gregaard (DEN)    | 45.                     |

| Groupama-FDJ GFC | Groupama-FDJ GFC                            | Groupama-FDJ GFC |
| ---------------- | ------------------------------------------- | ---------------- |
| Nr.              | Rytter                                      | Placering        |
| 131              | Stefan Küng (SUI) (landevej og enkeltstart) | 40.              |
| 132              | Matteo Badilatti (SUI)                      | 44.              |
| 133              | Alexys Brunel (FRA)                         | DNS-4            |
| 134              | Fabian Lienhard (SUI)                       | DNF-8            |
| 135              | Tobias Ludvigsson (SWE)                     | DNF-8            |
| 136              | Jake Stewart (GBR)                          | 97.              |
| 137              | Benjamin Thomas (FRA)                       | DNF-8            |

| Cofidis COF | Cofidis COF              | Cofidis COF |
| ----------- | ------------------------ | ----------- |
| Nr.         | Rytter                   | Placering   |
| 141         | Christophe Laporte (FRA) | DNS-7       |
| 142         | Tom Bohli (SUI)          | 117.        |
| 143         | Jempy Drucker (LUX)      | 100.        |
| 144         | Rubén Fernández (ESP)    | 54.         |
| 145         | Rémy Rochas (FRA)        | 70.         |
| 146         | Szymon Sajnok (POL)      | 121.        |
| 147         | Jelle Wallays (BEL)      | 105.        |

| Qhubeka Assos TQA | Qhubeka Assos TQA                 | Qhubeka Assos TQA |
| ----------------- | --------------------------------- | ----------------- |
| Nr.               | Rytter                            | Placering         |
| 151               | Domenico Pozzovivo (ITA)          | 6.                |
| 152               | Simon Clarke (AUS)                | 74.               |
| 153               | Nicholas Dlamini (RSA)            | DNF-8             |
| 154               | Kilian Frankiny (SUI)             | 60.               |
| 155               | Connor Brown (NZL)                | 124.              |
| 156               | Reinardt Janse van Rensburg (RSA) | DNF-8             |
| 157               | Andreas Stokbro (DEN)             | 99.               |

| Lotto-Soudal LTS | Lotto-Soudal LTS         | Lotto-Soudal LTS |
| ---------------- | ------------------------ | ---------------- |
| Nr.              | Rytter                   | Placering        |
| 161              | John Degenkolb (GER)     | 103.             |
| 162              | Filippo Conca (ITA)      | DNS-7            |
| 163              | Andreas Kron (DEN)       | 20.              |
| 164              | Florian Vermeersch (BEL) | 88.              |
| 165              | Maxim Van Gils (BEL)     | 50.              |
| 166              | Viktor Verschaeve (BEL)  | DNF-8            |
| 167              | Kobe Goossens (BEL)      | 81.              |

| Total Direct Énergie TDE | Total Direct Énergie TDE   | Total Direct Énergie TDE |
| ------------------------ | -------------------------- | ------------------------ |
| Nr.                      | Rytter                     | Placering                |
| 171                      | Pierre Latour (FRA)        | 11.                      |
| 172                      | Fabien Doubey (FRA)        | 72.                      |
| 173                      | Edvald Boasson Hagen (NOR) | DNS-1                    |
| 174                      | Víctor de la Parte (ESP)   | 21.                      |
| 175                      | Julien Simon (FRA)         | 62.                      |
| 176                      | Anthony Turgis (FRA)       | 84.                      |
| 177                      | Alexis Vuillermoz (FRA)    | DNF-7                    |

| Team DSM DSM | Team DSM DSM                           | Team DSM DSM |
| ------------ | -------------------------------------- | ------------ |
| Nr.          | Rytter                                 | Placering    |
| 181          | Tiesj Benoot (BEL)                     | 15.          |
| 182          | Thymen Arensman (NED)                  | 55.          |
| 183          | Romain Combaud (FRA)                   | 68.          |
| 184          | Mark Donovan (GBR)                     | 48.          |
| 185          | Søren Kragh Andersen (DEN)             | 69.          |
| 186          | Andreas Leknessund (NOR) (enkeltstart) | 23.          |
| 187          | Jasha Sütterlin (GER)                  | 65.          |

| EF Education-Nippo EFN | EF Education-Nippo EFN    | EF Education-Nippo EFN |
| ---------------------- | ------------------------- | ---------------------- |
| Nr.                    | Rytter                    | Placering              |
| 191                    | Rigoberto Urán (COL)      | 2.                     |
| 192                    | Stefan Bissegger (SUI)    | 90.                    |
| 193                    | Neilson Powless (USA)     | 14.                    |
| 194                    | Alex Howes (USA)          | 92.                    |
| 195                    | Sebastian Langeveld (NED) | DNF-6                  |
| 196                    | Jonas Rutsch (GER)        | 108.                   |
| 197                    | Thomas Scully (NZL)       | 115.                   |

| Intermarché-Wanty-Gobert Matériaux IWG | Intermarché-Wanty-Gobert Matériaux IWG | Intermarché-Wanty-Gobert Matériaux IWG |
| -------------------------------------- | -------------------------------------- | -------------------------------------- |
| Nr.                                    | Rytter                                 | Placering                              |
| 201                                    | Jan Hirt (CZE)                         | DNS-4                                  |
| 202                                    | Maurits Lammertink (NED)               | DNS-4                                  |
| 203                                    | Simone Petilli (ITA)                   | DNS-4                                  |
| 204                                    | Baptiste Planckaert (BEL)              | DNS-4                                  |
| 205                                    | Lorenzo Rota (ITA)                     | DNS-4                                  |
| 206                                    | Pieter Vanspeybrouck (BEL)             | DNS-4                                  |
| 207                                    | Georg Zimmermann (GER)                 | DNS-4                                  |

| Rally Cycling RLY | Rally Cycling RLY       | Rally Cycling RLY |
| ----------------- | ----------------------- | ----------------- |
| Nr.               | Rytter                  | Placering         |
| 211               | Ben King (USA)          | 77.               |
| 212               | Nickolas Zukowsky (CAN) | 98.               |
| 213               | Rob Britton (CAN)       | 78.               |
| 214               | Gavin Mannion (USA)     | 52.               |
| 215               | Kyle Murphy (USA)       | DNF-8             |
| 216               | Joey Rosskopf (USA)     | 67.               |
| 217               | Matteo Dal-Cin (CAN)    | 122.              |

| Schweiz SUI | Schweiz SUI     | Schweiz SUI |
| ----------- | --------------- | ----------- |
| Nr.         | Rytter          | Placering   |
| 221         | Simon Pellaud   | DNS-6       |
| 222         | Kevin Kuhn      | 112.        |
| 223         | Claudio Imhof   | 114.        |
| 224         | Lukas Ruegg     | 102.        |
| 225         | Cyrille Thièry  | 111.        |
| 226         | Joel Suter      | 71.         |
| 227         | Roland Thalmann | 42.         |